# Linia kolejowa Uniecza – Złynka
Linia kolejowa Uniecza – Złynka – linia kolejowa w Rosji łącząca stację Uniecza ze stacją Złynka i z granicą państwową z Białorusią. Zarządzana jest przez Kolej Moskiewską (część Kolei Rosyjskich). Jest to fragment linii Briańsk - Homel.
Linia położona jest w obwodzie briańskim. Na całej długości jest niezelektryfikowana i jednotorowa.

## Historia
Linia Homel - Briańsk powstała w XIX w. jako część poleskich dróg żelaznych.